# Zimányi Tibor
Zimányi Tibor (Törökszentmiklós, 1922. július 23. – Budapest, 2007. augusztus 6.) magyar közgazdász, politikai fogoly, politikus, országgyűlési képviselő.

## Életpályája

### Iskolái
1940–1944 között a József Nádor Műszaki és Gazdaságtudományi Egyetem Közgazdaságtudományi és Kereskedelmi Karán tanult.

### Pályafutása
1944-ben a Demokratikus Diákfront ellenállási csoportjának szervezője; a Magyar Diákok Szabadságfrontja egyik megalapítója volt; a nyilasok bebörtönözték, de megszökött. 1945–1948 között rendőrtiszt volt, ahonnan kilépett. 1948-ban letartóztatták, internálták; többek közt Recsken raboskodott. 1952–1955 között segédmunkásként dolgozott. 1956-ban a Tiszakécskei Állami Gazdaság pénztárosa, pénzügyi előadója, majd magyar beruházási előadó volt. 1956-ban részt vett a Magyar Értelmiség Forradalmi Bizottsága munkájában. 1957-ben letartóztatták. 1958-ban 5 évre ítélték. 1960-ban amnesztiával szabadult. 1960–1962 között villanyhegesztőként tevékenykedett. 1962–1970 között fröccsöntő kisiparosoknál dolgozott műszaki fordítóként. 1970–1973 között a Vilati propaganda osztály munkatársa volt. 1973–1975 között a Lakásépítő Kisipari Szövetkezet pénzügyi osztályvezetője volt. 1975–1989 között az Universal Kisipari Szövetkezet főkönyvelője volt. 1989-ben nyugdíjba vonult.

### Politikai pályafutása
1945-ben három hónapig az MKP tagja volt, ahonnan kilépett. 1988-ban a Recski Szövetkezet megszervezője és főtitkára, 1994-től elnöke volt. 1989-től az MDF tagja, valamint a POFOSZ társelnöke volt. 1989-ben részt vett Nagy Imre újratemetésén. 1990–1992 között a Mentelmi, összeférhetetlenségi és mandátumvizsgáló bizottság alelnöke, 1993-ban tagja, 1993–1994 között ismét alelnöke volt. 1990–1994 között országgyűlési képviselő (MDF) volt. 1990–1994 között a Költségvetési, adó- és pénzügyi bizottság tagja volt. 1991-től a Független Rehabilitációs Bizottság elnöke volt. 1991–1992 között a Történelmi Igazságtétel Bizottság alelnöke, 1992–1993 között ügyvezető elnöke, 1993–1995 között elnöke volt. 1991–1995 között, valamint 1996-tól a Magyar Nemzeti Ellenállási Szövetség (MNESZ) elnöke volt. 1994-ben országgyűlési képviselőjelölt volt.

## Családja
Szülei Zimányi József és Szeremi Etelka voltak. Felesége, Baradlai Mária volt. Két gyermeke született: Zoltán (1954–) és Ágnes (1955–).

## Díjai
- 1956-os emlékérem (1991)
- A Magyar Köztársasági Érdemrend középkeresztje (1993)[2]
- A Magyar Érdemrend parancsnoki keresztje a csillaggal (2002)